# Typhlachirus caecus
Typhlachirus caecus es una especie de pez de la familia Soleidae en el orden de los Pleuronectiformes.

## Morfología
Pueden alcanzar los 14 cm de longitud total.

## Distribución geográfica
Se encuentra en las  costas de Indonesia.